# Filipe Schmidt
 (septembre 2009).
Si vous disposez d'ouvrages ou d'articles de référence ou si vous connaissez des sites web de qualité traitant du thème abordé ici, merci de compléter l'article en donnant les références utiles à sa vérifiabilité et en les liant à la section « Notes et références ».
Filipe Schmidt (Lages, 4 mai 1860 — Rio de Janeiro, 9 mai 1930) est un homme politique brésilien, gouverneur de l'État de Santa Catarina à deux reprises, de 1898 à 1902 puis de 1914 à 1918.
Il était le cousin de Lauro Müller qui lui succéda à la tête de l'État après son premier mandat.